# Gaston Griolet
Gaston Griolet (6 février 1842 à Paris - 24 janvier 1934 à Paris) est un juriste et financier français.

## Biographie
Secrétaire de la Conférence des avocats en 1865, il devint maître des requêtes au Conseil d'État et président du bureau d'assistance juridique près le Conseil d'État. Codirecteur de la Jurisprudence générale de Dalloz, il se consacra particulièrement à la rédaction de la jurisprudence et des codes.
Vice-président de la Compagnie des chemins de fer du Nord, il est président de la Banque de Paris et des Pays-Bas de 1915 à 1930 et de la Compagnie générale des colonies.
Au début des années 1930, il est membre du conseil d'administration de l'École libre des sciences politiques.
Il est le père de Marcel Griolet et le beau-père de Louis Mill.
Une avenue de Trith-Saint-Léger fut nommée en son honneur.

## Publications
- De l'autorité de la chose jugée en matière civile et en matière criminelle (1868, couronné par l'Académie de législation de Toulouse et la Faculté de droit de Paris)
- Jurisprudence générale: Supplément au Répertoire méthodique et alphabétique de législation, de doctrine et de jurisprudence, en matière de droit civil, commercial, criminel, administratif, de droit des gens et de droit public (1892)
- Jurisprudence générale Dalloz: quatrième table alphabétique de dix années du Recueil périodique Dalloz (avec table chronologique des lois, arrêts, etc.) 1897 à 1907 (1907)
- Guerre de 1914: documents officiels, textes législatifs et réglementaires (1916)
- Code forestier: suivi des lois sur la pêche et la chasse et Code rural : avec annotations d'après la doctrine et la jurisprudence et renvois aux ouvrages de MM. Dalloz (1926)
- Nouveau code de procédure civile: annoté et expliqué d'après la jurisprudence et la doctrine (1926)
- Nouveau Code civil: annoté et expliqué d'après la jurisprudence et la doctrine (1928)
- Code du travail et de la prévoyance sociale (1930)
- Code administratif: publié sous la direction de Gaston Griolet (1932)
- Code de Commerce, suivi des lois commerciales et industrielles: avec annotations d'après la doctrine et la jurisprudence et renvois aux publications Dalloz (1934)

## Sources
1. ↑  Gérard Vincent et Anne-Marie Dethomas, Sciences po: Histoire d'une réussite, Plon (réédition numérique FeniXX), 1er janvier 1987 (ISBN 978-2-259-26077-0, lire en ligne)

- Roland Drago, Jean Imbert, Jean Tulard, François Monnier, Dictionnaire biographique des membres du Conseil d'État : 1799-2002, 2004
- Odette Hardy-Hémery, Trith-Saint-Léger: du premier âge industriel à nos jours, 2002